# 入道山 (徳島県)
入道山（にゅうどうやま）は、徳島県海部郡海陽町にある山である。標高は532m。

## 地理
旧海南町の東端付近に位置する。海部川支流の小川谷と玉笠谷に挟まれた東西に細長い山稜上にある。
「阿波志」には、「玉笠山、また小川村にあり、高さ五百仞、周囲二里半、山麓に渓あり。千余歩を遡れば淵あり、深く澄む」とある。